# Hrabovka
Hrabovka (em húngaro: Szúcsgyertyános) é um município da Eslováquia, situado no distrito de Trenčín, na região de Trenčín. Tem 4,29 km² de área e sua população em 2018 foi estimada em 421 habitantes.

## Demografia
| Ano:        | 1994 | 2004   | 2014   | 2024   |
| ----------- | ---- | ------ | ------ | ------ |
| Broj ljudi: | 419  | 431    | 420    | 439    |
| Razlika:    |      | +2,86% | -2,55% | +4,52% |

| Ano:               | 2023 | 2024   |
| ------------------ | ---- | ------ |
| Número de pessoas: | 440  | 439    |
| Diferença:         |      | -0,22% |